# Ísak Harðarson
Ísak Harðarson (Reikiavik, 11 de agosto de 1956-12 de mayo de 2023) fue un escritor islandés. Escribió relatos cortos, poemas y memorias. Se graduó en la Universidad de Islandia en 1977.
En su labor como escritor destacan sus obras autobiográficas, denominados "libros de confesiones", como Þú sem ert á himnum, þú ert hér!. Publicó su primer libro de poemas en 1982, con el deseo de que fuera una herramienta eficaz para acabar con la desigualdad y destacan por sus paisajes urbanos.
Ganó diversos premios en su país natal, entre ellos el de 2008 de Bókmenntaverðlaun starfsfólks bókaverslana a los libros más traducidos del año.